# Ardices meridionalis
Ardices meridionalis är en fjärilsart som beskrevs av Rothschild 1910. Ardices meridionalis ingår i släktet Ardices och familjen björnspinnare. Inga underarter finns listade i Catalogue of Life.